# Anostomoides passionis
Anostomoides passionis är en fiskart som beskrevs av Dos Santos och Jansen A.S. Zuanon 2006. Anostomoides passionis ingår i släktet Anostomoides och familjen Anostomidae. Inga underarter finns listade i Catalogue of Life.